# Hugo Fernández
Hugo Daniel Fernández Vallejo (Montevideo, 2 februari 1945 – Puebla, 1 augustus 2022) was een Uruguayaans voetballer en voetbaltrainer.
Fernández begon zijn carrière in 1961 bij Nacional. Fernández speelde voor verschillende clubs in Uruguay, Argentinië, Spanje en Mexico. Fernández beëindigde zijn spelersloopbaan in 1981.
In 1984 werd hij bij CA Peñarol trainer. Hij was als hoofdtrainer actief bij diverse clubs in Uruguay, Mexico en Japan.
In 1997 werd hij bij Consadole Sapporo trainer. In 1997 behaalde de ploeg in de Japan Football League het kampioenschap en kreeg derhalve toestemming om toe te treden tot de J1 League.
Fernández overleed op 1 augustus 2022 op 77-jarige leeftijd.